# Onderzoeksschool
Een onderzoeksschool is een samenwerkingsverband van meerdere onderzoekgroepen van een of meer universiteiten waar promovendi interdisciplinair worden geschoold en waar onderzoeksprojecten worden uitgevoerd. De Nederlandse Organisatie voor Wetenschappelijk Onderzoek (NWO) ondersteunt de oprichting en uitbreiding van onderzoeksscholen.